# Heinsloot

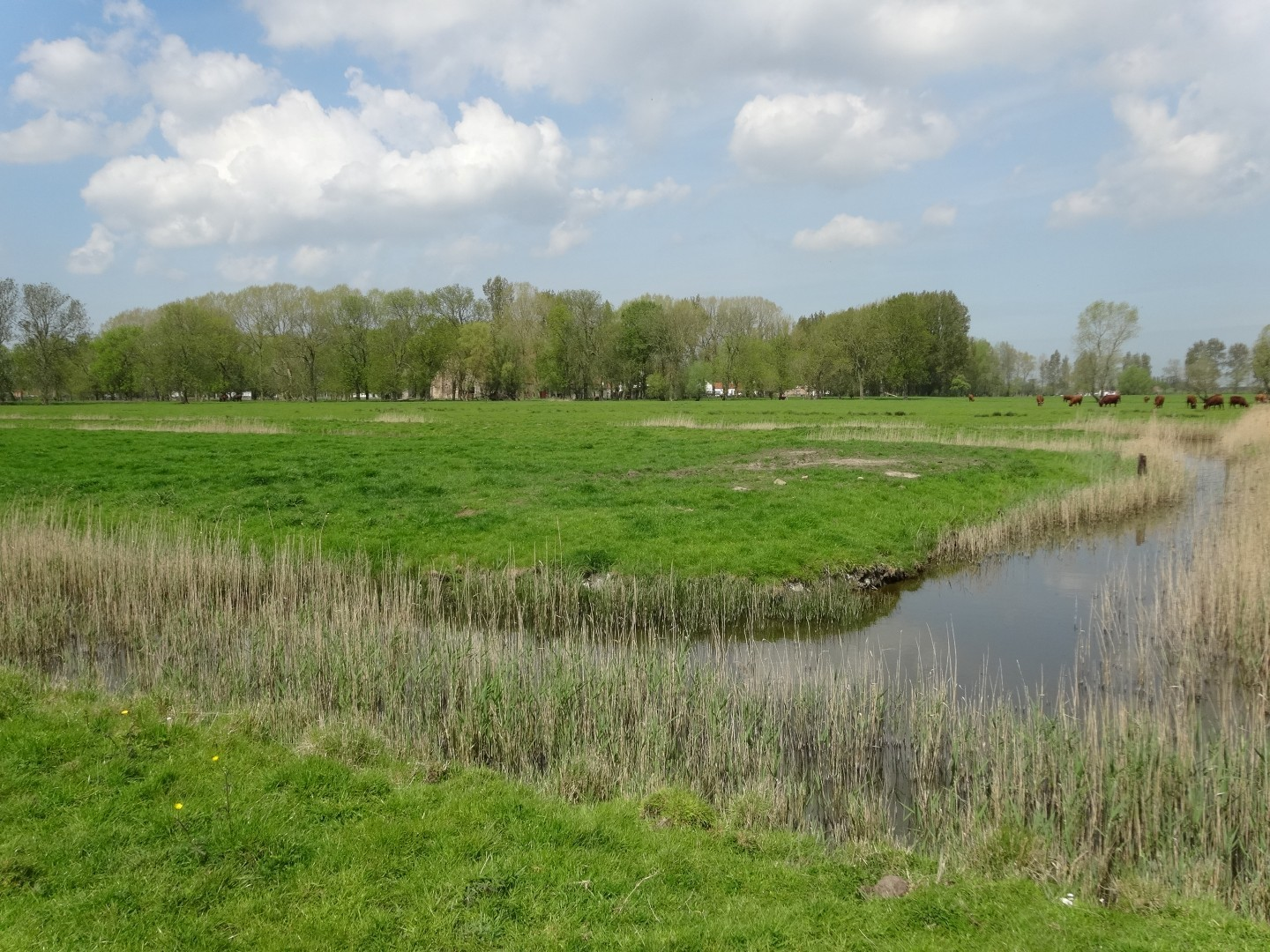
Poldersloot

Een heinsloot of poldersloot is een smalle sloot in de polder die vaak de grens aangaf tussen twee boerderijen. Het is de minst belangrijke sloot in een polder of droogmakerij, voert kwelwater via de haaks op de sloten staande tochten in het midden van de polder. De sloten worden onderhouden door het waterschap.